# Катя Костова
Катя Стефанова Костова (1940 – 2008) е българска художничка – графичка.
През 1965 г. завършва Висшия институт за изобразително изкуство „Н. Павлович“ (днес Национална художествена академия), специалност илюстрация и оформление на книгата в класа на проф. Веселин Стайков.
Работи основно графика и гравюри в жанровете портрет, илюстрация, екслибрис, предпочита техниката на сухата игла. От 1965 г. участва в общи художествени изложби в България и чужбина.
Преподава рисуване в НХА от 1972 до смъртта си през 2008. Носителка на наградата на СБХ на името на Илия Бешков през 1975 г., и първа награда на конкурса-изложба за голо тяло през 1977 г.
Съпруга на художника Петър Чуклев.